# Monencyanthes gnaphalioides
Monencyanthes gnaphalioides là một loài thực vật có hoa trong họ Cúc. Loài này được (Hook.) A.Gray mô tả khoa học đầu tiên năm 1852.